# Broekbeek
De Broekbeek is een Belgische beek die ontspringt in Dilbeek en uitmondt in de Zenne bij Anderlecht.

## Geografie

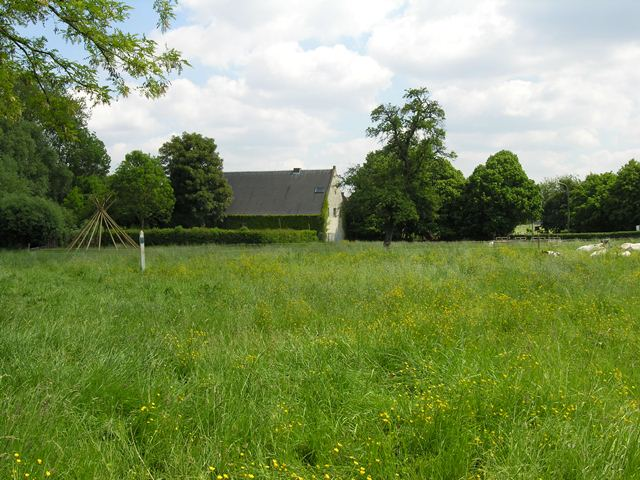
Neerhof (Dilbeek)

De bron ligt in Dilbeek, vlakbij het Neerhof, een typische historische boerderij in het Pajottenland die sinds 1974 een educatieve boerderij is. De Broekbeek doorkruist de gemeente van west naar oost, in een diepe vallei waarlangs de Broekstraat loopt. Ze vormt dan de grens tussen Dilbeek en Anderlecht, tussen de Broekstraat in het noorden en de Vruchtbaarheidsstraat in de tuinwijk Bon-Air in het zuiden. Net voor ze onder de westelijke ring doorgaat, wordt haar water opgesplitst. Een deel stroomt langs de ring in de Neerpedebeek en laat zo de Broekbeekvallei achter zich. Een ander deel stroomt in de collector van de Broekbeek. Historisch gezien, zoals blijkt uit verschillende cartografische documenten zoals het “Plan de Bruxelles et faubourgs” gepubliceerd in 1951, stroomde de Broekbeek ten noorden van de dorpskern Anderlecht, tussen de Broekstraat en de Sylvain Dupuislaan. Tot zeker in de jaren 1950, zoals blijkt uit het platform “Bruciel”, was de Broekbeek nog zichtbaar in open lucht tot aan de Jean Morjaustraat. Zelfs toen verdween die reeds in de riolering.

## Etymologie
De naam van de beek komt van het Middelnederlandse "bruoc" (moeras) en "beek". Het element “broek” (of in een oudere spelling “broeck”) komt voor in vele plaatsnamen (Willebroek, Melsbroek, Ruisbroek) of plaatsen in Brussel (Biestebroeck, Kattebroeck, Bodenbroeck).

## Geschiedenis
De Ferrariskaart (ca. 1777) van de voormalige Oostenrijkse Nederlanden laat zien dat de rivier in de 18e eeuw ten noorden van het dorp Anderlecht en het kasteel van Aumale stroomde, ongeveer evenwijdig met de Bergensesteenweg stroomde en uitmondde in een van de zijtakken van de Zenne in de buurt van het gehucht Kuregem - een vergelijking van cartografische bronnen toont aan dat de samenvloeiing zich bevindt in het blok dat nu ingenomen wordt door het Leonardo da Vinci Atheneum, stroomafwaarts van het punt waar de rivier nu haar ondergrondse kanalisatie ingaat (ter hoogte van de Veeartsenijstraat).
De inventaris van bestaande of verdwenen bronnen in Brussel, opgesteld door de vereniging Coördinatie Zenne, vermeldt drie bronnen die ooit bestonden in het Brusselse deel van de vallei van de Broekbeek: de Pippenzijpbron, die verdween bij de aanleg van de Ring in de jaren 70, de Cuypborre in de buurt van Anderlecht en de Sint-Guidobron, die tot in de jaren 1950 stroomde op de kruising van de Erasmestraat en de Instituutstraat.
Zowel de Ferrariskaart als de kaart die Jacob Van Deventer in 1550 tekende, tonen ons de aanwezigheid van een reeks vijvers langs de beek. Het belang van vijvers in het landschap en de economie van het ancien régime is bekend, zowel als visvijvers voor het kweken van vis als voor het reguleren van de waterhuishouding om voldoende aandrijfkracht te leveren voor de watermolens. Al in de 14e eeuw werden twee watermolens die olie produceerden (slachmolens) opgetekend op de Broekbeek. Ze worden over het algemeen geïdentificeerd met de molens die tot het einde van de 19e eeuw in bedrijf waren en verdwenen met de overdekking van de beek. De kleine molen, Klein Moleken, langs wat nu de Scheutveldstraat is (destijds de weg van Kuregem naar Molenbeek), werd voor het eerst vermeld in de 16e eeuw. In de 18e eeuw werd hij omgebouwd tot graanmolen. Verder stroomafwaarts, niet ver van de samenvloeiing met de Zenne, werd de Slijpmolen (een naam die merkwaardig genoeg in het Frans vertaald wordt als Moulin Traînant), die in de 15e eeuw vermeld werd als een maalderij (slijpmolen), later gebruikt om graan te malen. De laatste vijver (direct ten noorden van de raffinaderij) werd in 1907 drooggelegd en op de plaats van het Klein Moleken werd de brouwerij Sint-Guido gebouwd, die later de Brouwerij Atlas werd (1913, uitgebreid in 1925).
Met deze molens en de molens die aangedreven werden door het water van de Zenne, kende Kuregem al een proto-industriële activiteit in de middeleeuwen, wat gezien kan worden als een voorloper van de industriële toekomst die het te wachten stond.
Tot slot moeten we een hypothese vermelden die historica Chloé Deligne in haar boek “Bruxelles et sa Rivière” naar voren brengt over de stichting van Brussel: zou het water van het Broeck in de oudheid zijn omgeleid om de molens van de toekomstige stad Brussel van energie te voorzien? Net zoals het water van de Woluwe lijkt te zijn omgeleid naar Vilvoorde of dat van de Geleytsbeek naar Vorst?

## Het Biestebroekmoeras, industriële site

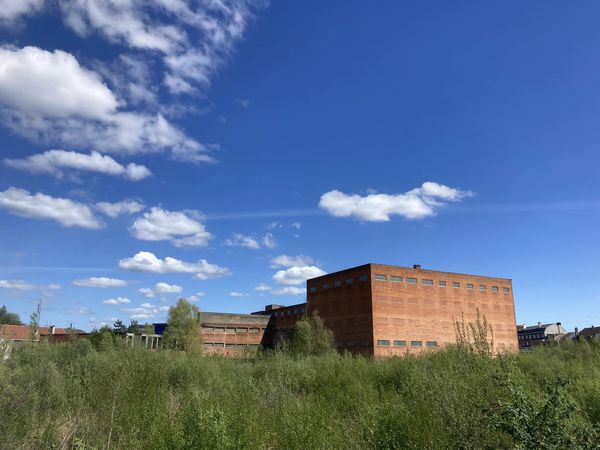
Biestebroekmoeras

Het Biestebroekmoeras ligt in de vallei van de Broekbeek op de linkeroever van het kanaal. De ligging van de site, op een moerassig terrein dat wordt bediend door een beek, in de onmiddellijke nabijheid van het kruispunt tussen de Bergensesteenweg en het kanaal, stelde een lokale industrieel, Fernand Demets, in staat om al in 1878 te starten met de raffinage van petroleum en de productie van industriële oliën. De site werd achtereenvolgens ingenomen door de ijzergieterij “Wauters Koeck”, de “Manufacture de cuirs à chapeaux” s.a., de “Tannerie et maroquinerie Belges” s.a. en de “Peausserie et couperie Belges” s.a.. De fabriek voor chemische producten Ibels was in 1887 ook gevestigd in hetzelfde blok, naast het stuk grond waar de smeeroliefabriek Fernand Demets gevestigd was. In 1930 verkocht Fernand Demets zijn oliebedrijf en het stuk grond aan Royal Dutch Shell. De milieuadministratie (BIM, nu Leefmilieu Brussel) hield toezicht op de sanering rond 1999. In 2010 werd de site (ook bekend als “Ilôt Belgian Shell” of “Ilôt Shell”) het onderwerp van een eerste stadsverdichtingsproject (“The Dock”, ook bekend als “La Marina”), waartegen Inter-Environnement Bruxelles zich met succes verzette:
Het project (dat de bouw van 302 woningen, een 3-sterrenhotel, winkels en een waterpartij voor 40 jachten inhield) kreeg geen milieuvergunning en het hele project werd opgegeven. In 2020 stond het gebied opnieuw onder druk. In 2020 kwam het gebied opnieuw onder druk te staan met het project Key West, gelegen op de andere oever, dat op verzet stuitte van de bewoners en opnieuw van Inter-Environnement Bruxelles. In 2024 komt er een nieuw project (opnieuw The Dock en gedragen door Beliris) van 343 woningen, dat wacht op een stedenbouwkundige vergunning.

## Spontaan ontstaan van een wetland
Het moerasgebied met een oppervlakte van 12.421 m² (CadGis, perceel B307k5) ontstond tussen 2005 en 2009 in een spontaan proces dat vergelijkbaar is met het ontstaan van een ander opmerkelijk moerasgebied in het Brussels Hoofdstedelijk Gewest, het moeras van Wiels. Ondanks de officieel middelmatige staat van de bodem (categorie 0+3: vervuilde bodem, maar aanvaardbare risico's), is de site voor 61,6% begroeid en werden er een zestigtal soorten waargenomen, waaronder 21 vogelsoorten.

### Waargenomen biotopen en flora
De site wordt ingenomen door grote rietvelden (waar permanent water aanwezig is), jong bos (wilgen, populieren, berken), enkele jonge bomen die een latere fase in de ontwikkeling van het bos vertegenwoordigen (es, eik) en braamstruiken. De site heeft enkele droge, stenige gebieden waar een saxatiele flora (brandnetels, korstmossen) goed gedijt.

### Stedelijke en ecosysteemfuncties
Ingesloten in een dichtbebouwd gebied speelt het moeras van Biestebroek, door zijn kwaliteit als wetland en zijn ontluikende ecosysteem, een potentieel belangrijke rol op de volgende gebieden: ecologisch netwerk van de stad, bestrijding van hitte-eilanden, bijdrage aan de luchtkwaliteit, beperking van overstromingen (rol als bufferzone), fytoremediatie van water en bodem, erkende diensten geleverd door vegetatie.

## Het braakland als kunstwerk
Het moeras van Biestebroek was het onderwerp van een kunstproject als onderdeel van de 2012 editie van de biënnale G A R D E N-Parckdesign 2012. Het project van OOZE (in samenwerking met Marjetica Potrč) werd geselecteerd naast negen andere projecten die tot doel hadden stedelijke gebieden waar groene ruimtes moeilijk toegankelijk zijn, te onthullen aan het publiek. Het project “Source de friche”, gepland in het moerasgebied Biestebroek, had als doel drinkwater te produceren uit het vervuilde regenwater en grondwater dat zich op een voormalig industrieterrein ophoopt.

## De toekomst van een vallei
In het Waterbeheerplan 2022-2027 (WBP) van het Brussels Hoofdstedelijk Gewest wordt de Broekbeek enkel in de diagnose vermeld. De vallei van de Broekbeek wordt wel aangeduid als een gebied met een hoog overstromingsrisico. De verdedigers van het moeras van Biestebroek zijn van mening dat het als bufferzone een rol kan spelen die moet worden gekoppeld aan doorlatende (of te ontharden) gebieden stroomopwaarts, zodat regenwater kan worden vertraagd en/of geïnfiltreerd, een visie voor een alternatief regenwaterbeheer op de schaal van een stroomgebied.